# لئونید اوتیسف
لئونید اوتسیپویچ اوتیسف (روسیЛеонид Осипович Утёсов)، (نام واقعی Лазарь (Лейзер) Иосифович Вайсбейн لازار (لزر) ایسیفویچ وایسبین) در ۲۱ مارس ۱۸۹۵ در اودسا متولد شد و در ۹ مارس ۱۹۸۲ در مسکو درگذشت. او یک خواننده بزرگ، بازیگر و رهبر اولین ارکستر جاز در روسیه بود.

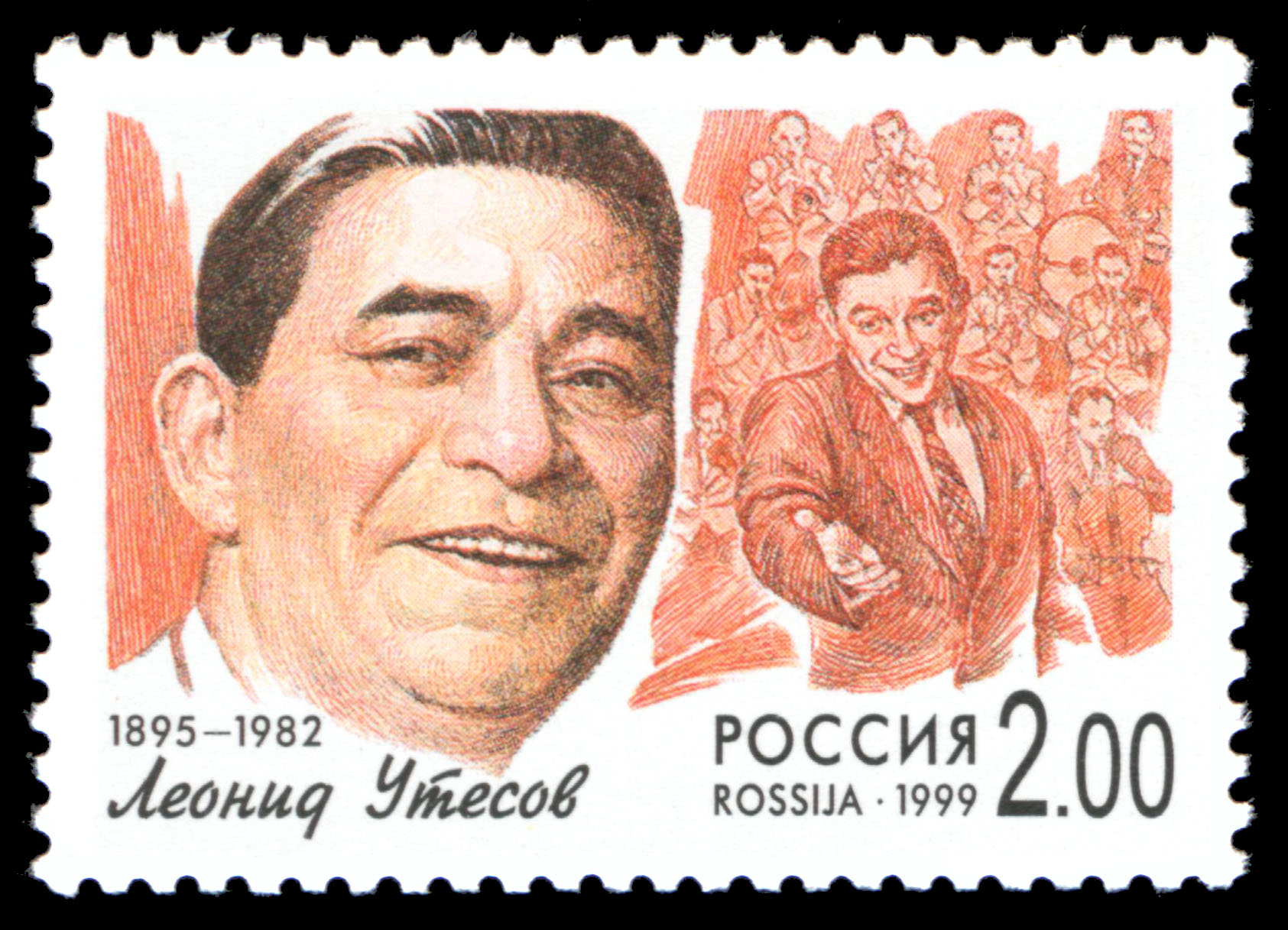
تمبر روسی از تصویر اوتیسف، ۱۹۹۹

## خاستگاه
او پنجمین و آخرین فرزند خانواده یک بازرگان فقیر یهودی از اودسا به نام ژوزف وایسبین بود. مادر او نیز مالکا گرانیک نام داشت.

## کودکی
او مدت کمی در مدرسه بازرگانی اودسا تحصیل کرد. اما به خاطر شخصیت سرکش و مستقلش و همچنین مشارکت در ضرب و شتم معلم، او را از مدرسه اخراج کردند. او مدتی به فراگیری ویلن پرداخت و خواست والدینش مبنی بر تاجر شدن او نیز با شکست مواجه شد.

## پیشه

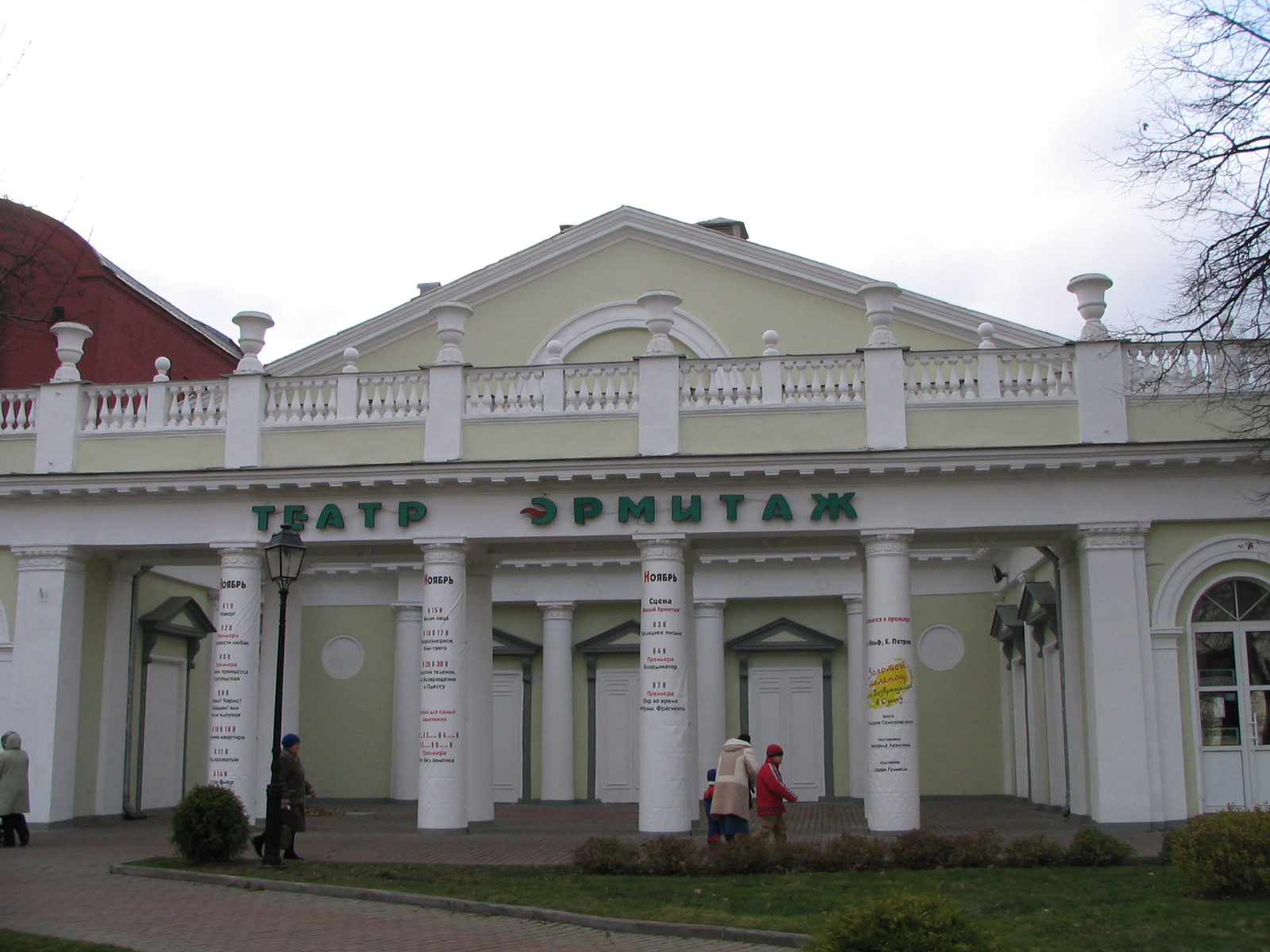
تئاتر ارمیتاژ در مسکو

او در نوجوانی کارش را با سفر همراه سیرک بورودانف شروع کرد. از سال ۱۹۱۲ او کارش را در تئاتر کرمنچوگا و بعد در تئاتر اودسا ادامه داد.
در سال ۱۹۲۲ او به لنینگراد مهاجرت کرد. جایی که او در تئاترهای محلی زیادی در ژانرهای مختلف کار کرد.
پس از بازگشت از پاریس، جایی که او همراه همسر و دخترش به عنوان توریست رفته بود و موسیقی جاز آمریکایی را دید. اولین گروه جاز در شوروی را پایه‌گذاری کرد. ۹ مارس ۱۹۲۹ اولین نمایش جاز او در تئاتر اپرا کوچک لنینگراد روی صحنه رفت.
سال ۱۹۳۴ در شوروی فیلم «رفقای خوشحال» (Весёлые ребята) اکران شد که در آن او به عنوان یک ستاره مطرح شد.
سپس او کنسرت‌ها و نمایش‌های زیادی را در تئاتر ارمیتاژ مسکو اجرا کرد.

## گاگارین و اوتیسف
قبل از پرتاب سفینه فضایی وستوک، به یوری گاگارین پیشنهاد شد برای نمایش آهنگ «قلب» صبر کند، که آن را لئونید اوتیسف در فیلم «رفقای خوشحال» خوانده بود. او نیز پذیرفت. پس می‌توان گفت که اوتیسف در پرتاب موفقیت‌آمیز سفینه وستوک نقش داشته‌است.

## سال‌های واپسین و مرگ
اوتیسف در طول زندگی طولانی خود (۸۶ سال) دو بار ازدواج کرد. او همراه اولین همسرش النا اوسیپونا ۴۵ سال زندگی کرد و یک دختر نیز به نام ادیتا داشتند. بعد از مرگ همسرش او کاملاً تنها ماند. زیرا دخترش ادیتا بیمار بود و عملاً نمی‌توانست هیچ گونه کمکی به پدرش کند.
گاهی اوقات آنتونینا رولس او را می‌دید و از او مراقبت می‌کرد و به زودی آنها با هم ازدواج کردند. بعد از دو ماه و در ۹ مارس ۱۹۸۲ لئونید اوتسیپویچ اوتیسف در خانه درگذشت
و او را در گورستان نووودویچی دفن کردند.